# Église Saint-Germain de Pantin
Pour les articles homonymes, voir église de Pantin et église Saint-Germain.
L'église Saint-Germain est une église catholique située à Pantin, en France. Elle est dédiée à saint Germain.

## Localisation
L'église est située dans le département français de la Seine-Saint-Denis et la commune de Pantin. C'est l'église historique du centre-ville de Pantin, tandis que l'église Sainte-Marthe des Quatre-Chemins est celle des quartiers plus au nord à la limite d'Aubervilliers.

## Historique

### Construction
Au XIIe siècle, une chapelle est édifiée au milieu de la place de Pantin. Un titre de 1210 porte le nom d'un curé de Pantin, Pierre, un des premiers Pantinois connus dans l'histoire. En 1649, une ordonnance royale interdit le service divin pour des raisons de sécurité.
Le 30 avril 1662, l'abbé de Richelieu, prieur de Saint-Martin-des-Champs, et Guillaume de Carlu, curé de Pantin, promettent de faire réparer le chœur pourvu que les habitants s'engagent à supporter les travaux de reconstruction de la nef. Le plan de la nouvelle église est dressé par Michel Villedo.
L'adjudication des travaux de démolition et de reconstruction se déroule le 28 février 1663 en assemblée paroissiale, convoquée comme à l'ordinaire à son de cloche devant l'église. Le procès-verbal de cette opération, dressé le 21 mai 1664, indique que « les gros murs doivent être bâtis sur terre ferme en moislon des carrières de Pantin, chaux et sable jusqu'à six pieds de hauteur en moislons, plâtre cuit et avec des cailloux qui se trouveront dans les démolitions; les piliers seront en pierre de taille, le chœur croisé et la nef seront ornés de pilastres et de corniches d'architecture dorique: la voûte aura des sculptures à la façon et fabrique de Nostre Dame des Anges. Le mur le plus exposé au soleil fera l'objet d'attentions particulières et les maçons le construiront avec les meilleures pierres provenant des démolitions. » 
Les entrepreneurs s'engageaient à faire le contretable du maître-autel sur le modèle de l'église Saint-Honoré de Paris, avec cette réserve qu'ils emploieraient pour les figures le plâtre au lieu du marbre. On se bornait pour le clocher à le faire recrépir ou enduire, là où il y avait du manquement. 
Les adjudicataires, deux maistres-massons de Paris, Guillaume Huby et  Michel Bernoin, avaient accepté le prix forfaitaire de douze mille cinq cents livres. 
Le 23 juin 1664 a lieu la pose de la première pierre: 
« L'an de grâce mil six cent soixante quatre, vingt-troisième jour de juin du règne de Louis XIV et d'Alexandre VII, pape, la première pierre fondamentalle a esté posée par messire Pierre Forcoal, Conseiller du Roy en ses Conseils et Maistre des Requestes ordinaires de son hostel; pour lors curé de la paroisse de Pantin,  messire Guillaume de Carrelu et vicaire messire Nicolas Fermanel  prebtre, auquel a succedé après sa mort messire Gabriel Lefebvre, aussi vicaire audit Pantin à la faveur du susdict messire Pierre Forcoal »
Nicolas Fermanel sera vicaire de Pantin pendant vingt-cinq ans jusqu'à sa mort en 1666.
Les premiers paiements aux maçons ne furent pas effectués sans incident; l'abbé de Richelieu et Guillaume Carlu ne montraient point de hâte à verser leur part contributive. Il s'ensuivit une procédure qui dura 25 ans. Le 4 mai 1689, les habitants de Pantin obtenaient une sentence établissant que l'abbé de Richelieu leur devait une somme de deux mille livres. Mais le vénérable prieur était mort au cours de la chicane et ce fut le curateur de sa succession qui remboursa. On ne connaît pas la date de la consécration du monument. 

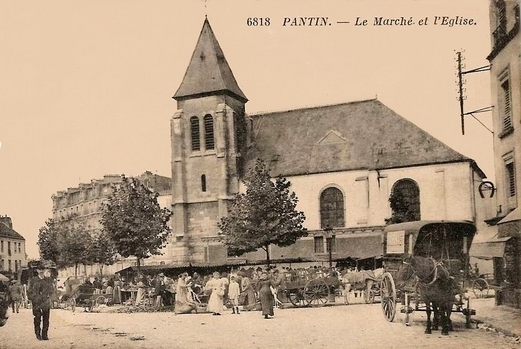
La place de l'église et le marché au début du XXe siècle

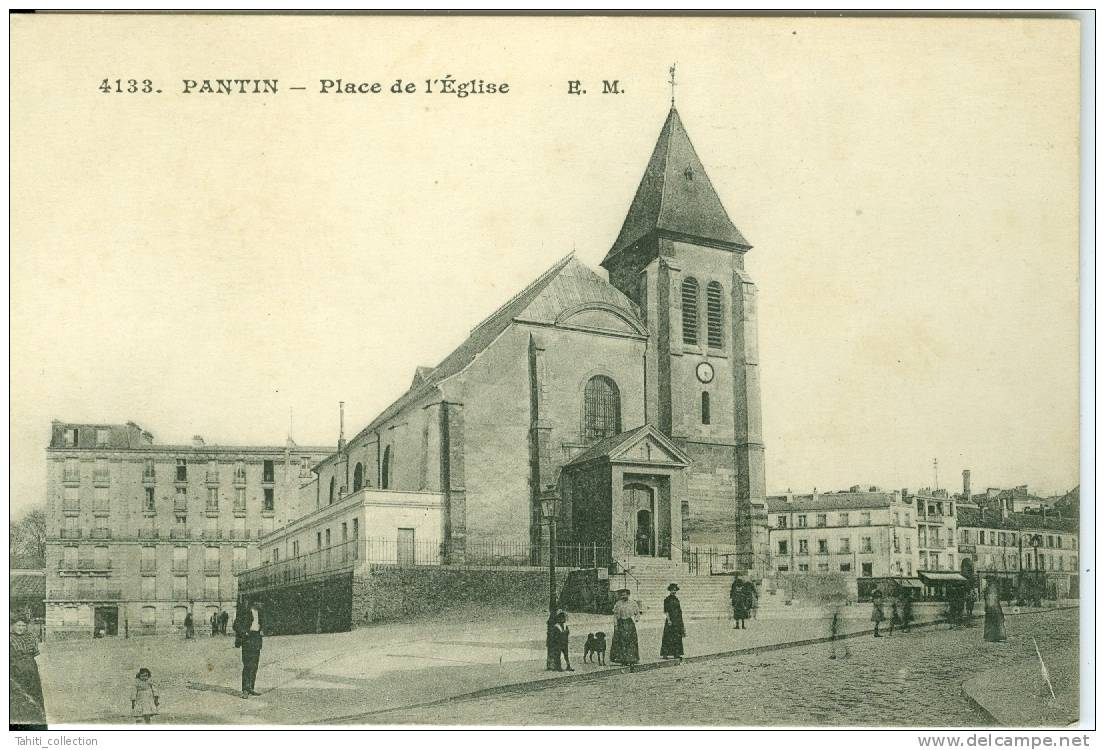
La façade de l'église au début du XXe siècle

En 1736, le clocher qui menace ruine est abattu. Il est reconstruit dès 1737, ainsi que le portail par Joachim Beausire, maître-maçon demeurant rue Barre-du-Becq à Paris.
En 1813, le cimetière attenant au sanctuaire est transféré au haut de la rue de Montreuil, et en 1825, trois cloches, œuvre d'Osmond Dubois sont installées. 
La construction du perron et du mur de clôture pour consolider le travail et ajouter le mérite de l'élégance des formes à la solidité est réalisée en 1826. 
Le presbytère était situé auprès de l'église. Il comprenait un grand corps de logis avec cour, grange, écurie, remise et jardin.

### XXesiècle: les travaux de consolidation et reconstruction

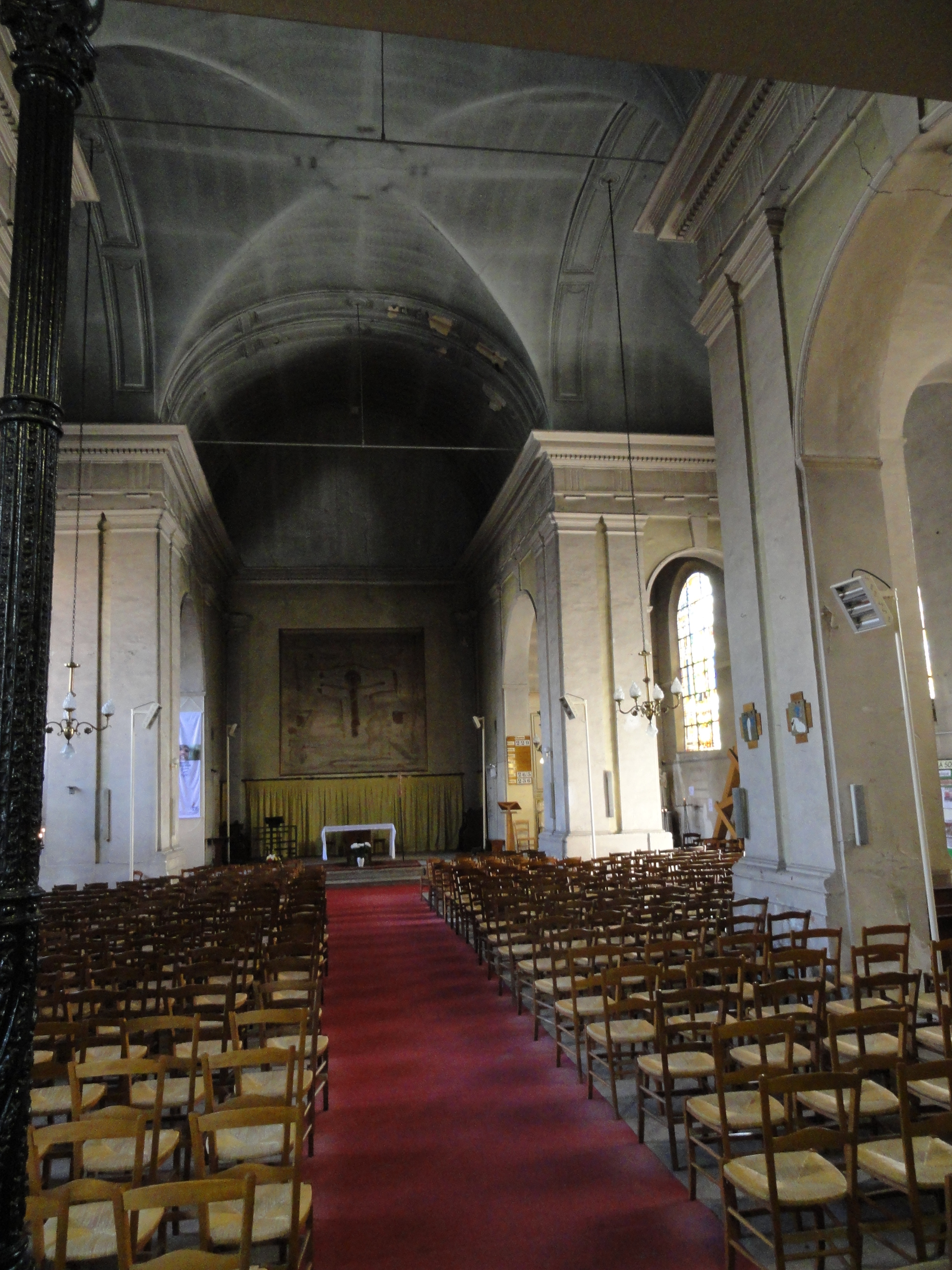
Vue intérieure de l'église côté autel

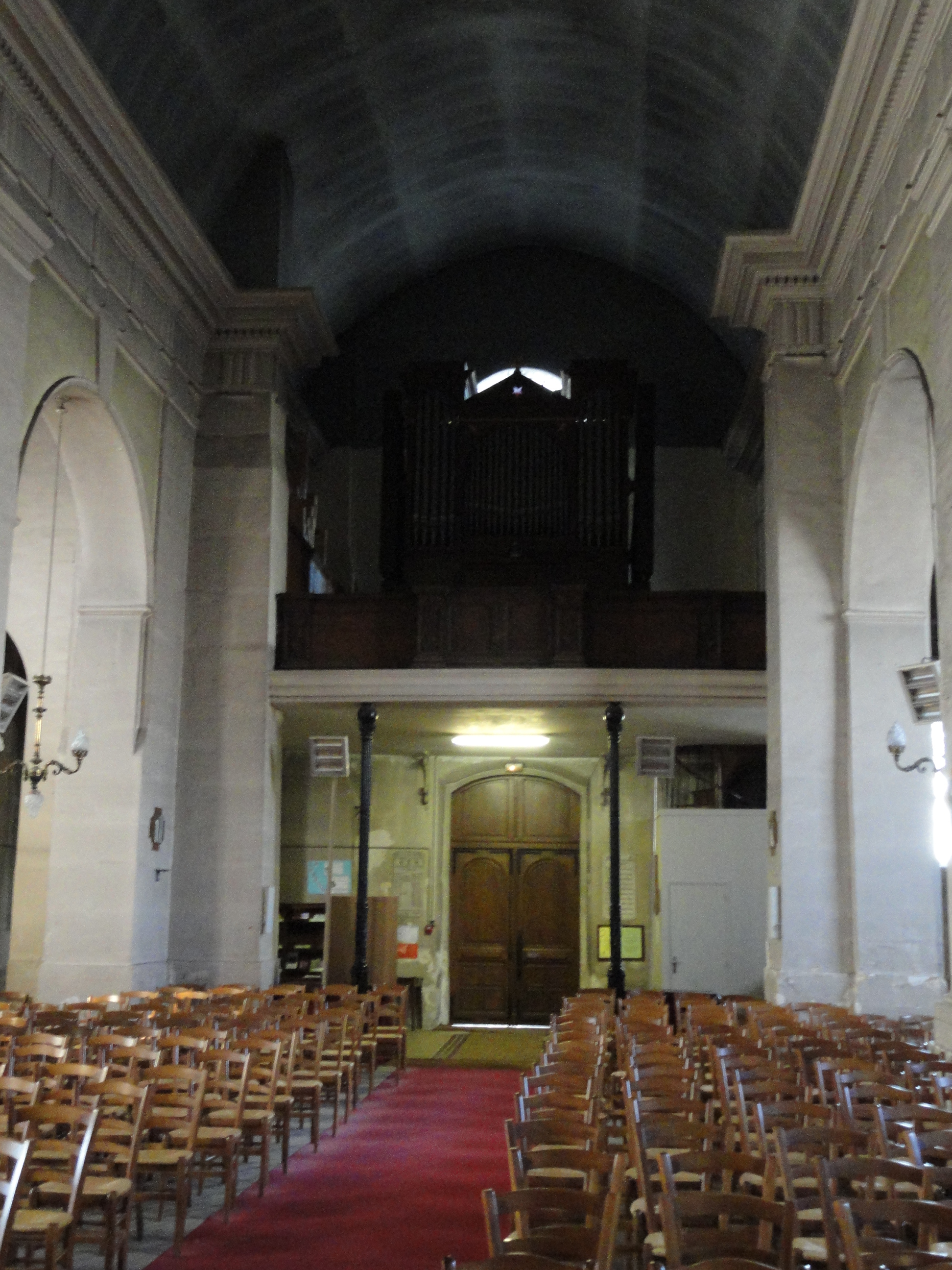
Vue intérieure de l'église côté orgue

Par la loi de 1905, les églises deviennent propriété de l'État. L'église Saint-Germain est en très mauvais état: les murs sont fissurés en raison de l'instabilité du sol et le bâtiment menace ruine. La Commission Église envisage donc sérieusement sa destruction et son remplacement par une construction neuve. Mais le 21 novembre 1977 celle-ci est inscrite à l'inventaire supplémentaire des monuments historiques et le 29 décembre 1978 classée monument historique, rendant impossible toute solution de démolition.  
Dès 1971, des forages ont relevé un vide de 55 mètres de profondeur en dessous de l'église. Le 29 novembre 1979, M. Donzet présente un projet de consolidation, et les travaux débutent le 21 janvier 1982. En 1983, a lieu la démolition de la chapelle des jeunes pour l'exécution de reprise en sous-œuvre partielle des fondations, côté sud. Les travaux de la première tranche se terminent le 3 janvier 1984. Ils ont coûté la somme de 3 373 000 francs, pris en charge à hauteur de 35 % par l'État, 22 % par la région, 10 % par le département et le solde soit 33 % par la ville.  
En novembre 1984, M. Bonnard remet un dossier technique pour la reprise des fondations des murs sud et du clocher. Le 5 février 1985, la commission ne donne pas suite à la demande du conservateur régional des Monuments historiques dans l'état actuel du dossier.
D'août à septembre 1985, des travaux de réparation de la toiture sont entrepris pour un montant de 55 000 francs. 

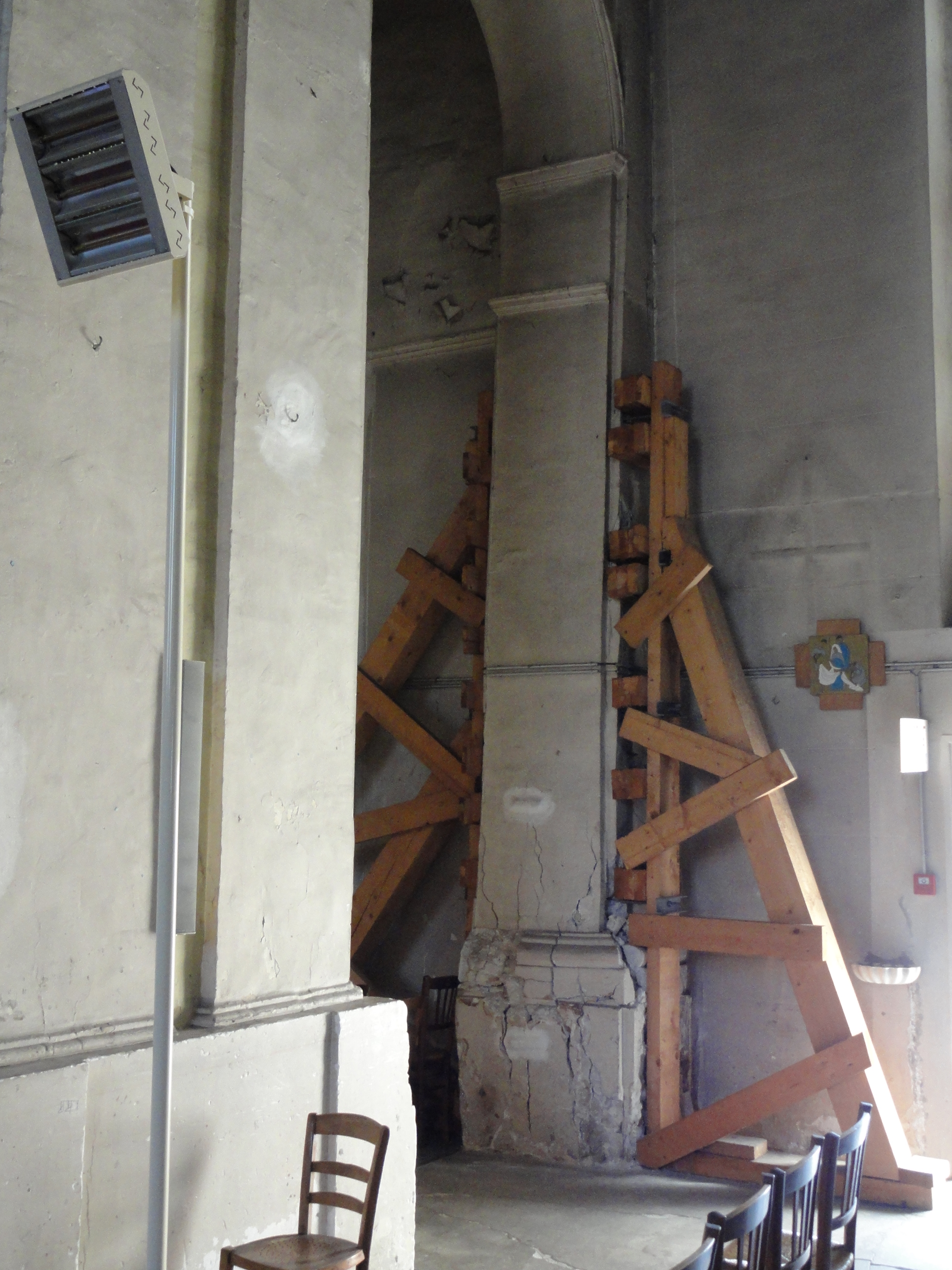
Un des piliers de l'église nécessitant une réparation urgente -(1er septembre 2011)

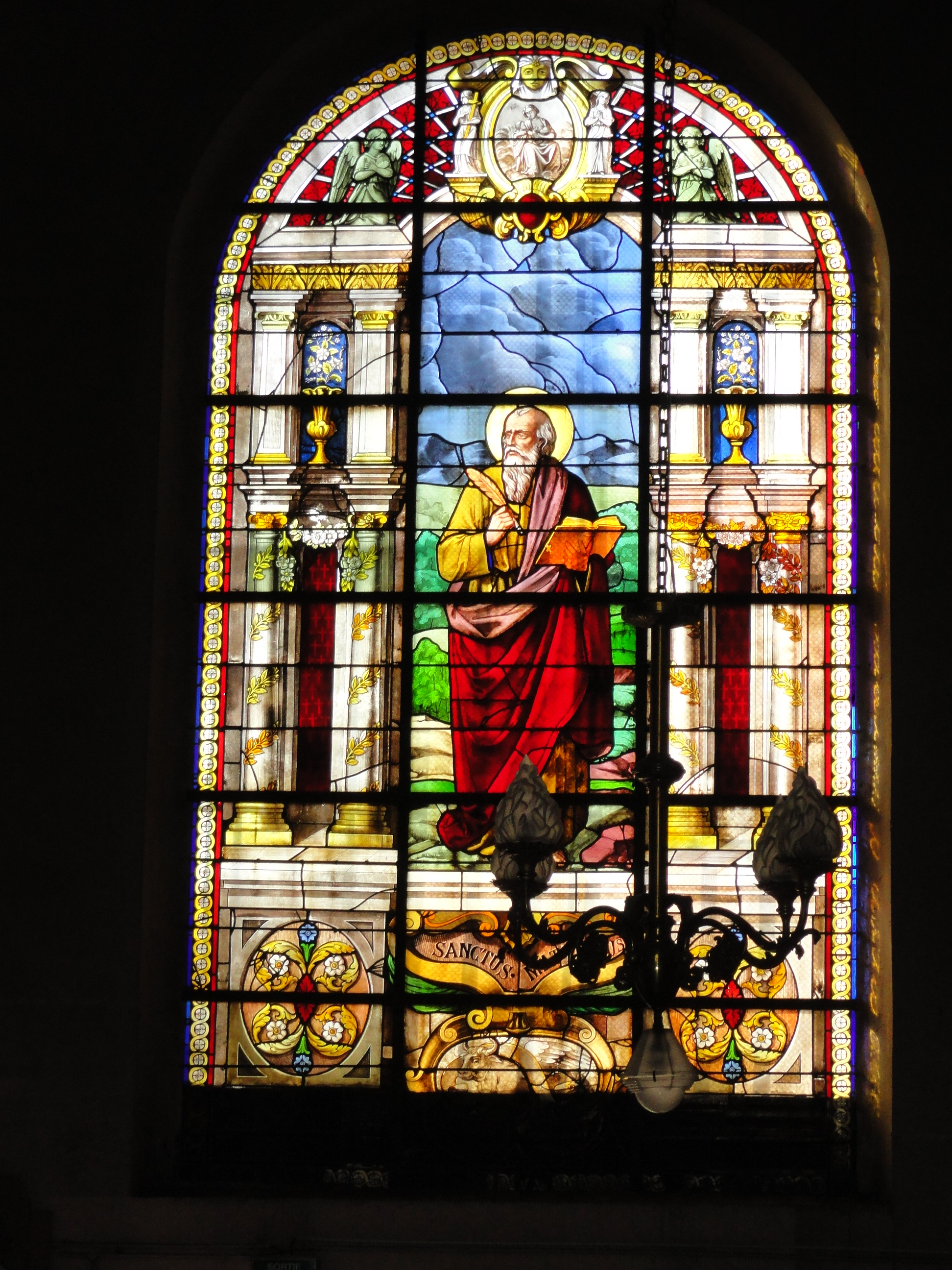
Un des vitraux restaurés de l'église, représentant saint Matthieu.

En 1991, les vitraux de la façade sud et ouest sont démontés. Ils seront remis en place en 1995 après restauration. 
La reconstruction de la chapelle des jeunes, comprenant l'espace Saint-Germain, la chapelle Sainte-Croix et le logement du gardien avec rampe d'accès a lieu en 1993-1994 pour la somme de 6 000 000 francs, répartis entre l'État (30 %), la ville (50 %) et le diocèse (20 %). La remise des clés au père Michel Étienne se déroule le 9 mai 1994.
D'autres travaux sont effectués en urgence: la réfection du porche en 1996, l'étayage du pilier sud-ouest en 1997].
En 1999, M, Lefebvre élabore un programme architectural et technique (PAT) pour la restauration des façades et toitures. Ce projet évalué à la somme de 18 200 000 francs avec participation de l'État à hauteur de 50 % est approuvé par le conseil municipal avec un échéancier de 2000 à 2003. Mais en 2001, le PAT est abandonné par la municipalité avec promesse de Bertrand Kern, maire de Pantin, de reprendre le dossier lors de son second mandat. 
En octobre 2003, l'orgue est démonté et envoyé à Nantes pour restauration et ajout de six nouveaux jeux pour le clavier à pédale. L'orgue rénové est réinstallé en mai 2004. 
Le 14 septembre 2006, une plaque Monument historique est posée sur la façade par le maire Bertrand Kern.

### La tapisserie du Christ glorieux
Depuis 1960 et à l'initiative du curé André Mathé, alors conseillé par Maxime Adam-Tessier, sculpteur, qui collabore à la rénovation de l’église de Pantin, le choeur de l'église abrite une tapisserie de Léon Zack. Représentant un Christ glorieux, elle vient se substituer au retable du choeur qui a été démoli en 1959. Cette tapisserie a été réalisée par l'atelier Plasse Le Caisne. 

### Monument historique
L'église est classée au titre des monuments historiques par arrêté du 29 décembre 1978 sous la référence: PA00079943.

## Abus sexuels
Alors que trois signalements de la part de femmes, accusant le prêtre Jacques Gagey d'agressions sexuelles entre 1993 et 2002, sont transmis aux autorités religieuses, en 2019, 2020 et 2022. Pascal Delannoy, évêque de Saint-Denis, décide de nommer Jacques Gagey curé de la paroisse de Pantin en septembre 2022. Jacques Gagey fait l'objet, depuis novembre 2022, d'une enquête pour agressions sexuelles sur des femmes majeures. Sa charge de curé de l'église Saint-Germain de Pantin lui est alors retirée.